# 国立台湾科技大学
国立台湾科技大学（こくりつたいわんかぎだいがく、繁: 國立台灣科技大學、英: National Taiwan University of Science & Technology）は、台湾台北市にある中華民国の理系・科学技術系の国立大学。大学の略称は台科大、NTUST。台湾経済及び工業の発展に必要な専門技術者と管理職を育成するために設立された国立台湾工業技術学院が前身であり、1997年に大学として改編された。
現在は2年制、4年制及び社会人コースの3種の教育カリキュラムが組まれ、大学から修士課程、博士課程を包括した多様なカリキュラム教育を実施している。歴史を有し台北工業専科学校（台北工専）が前身である国立台北科技大学とトップを競う国立科技大学である。

## 歴史
- 1974年8月1日「国立台湾工業技術学院」として開校
- 1997年「国立台湾科技大学」と改称

## 組織
| - 工程学部 - 自動化制禦研究科 - 機械工学科(研究科) - 高分子工学科(研究科) - 建築工学科(研究科) - 化学工学科(研究科) - 電機情報学院 - 電子工学科(研究科) - 電機工学科(研究科) - 情報工学科(研究科) - 管理学部 - 管理研究科 - 工業管理学科(研究科) - 企業管理学科(研究科) - 財務金融研究科 - 情報管理学科(研究科) | - デザイン学部 - デザイン学科(研究科) - 建築学科(研究科) - 人文社会学部 - 教育工学研究科 - 応用外国語学科(研究科) - 人文社会センター - 教職養成センター - 応用科技学部 - 不分系学士班 - 医療工学研究科 - 応用科技研究科 |

## 教員
国立台湾工業技術学院
- 初代院長陳履安(1974年8月-1978年1月)
- 2代院長毛高文(1978年2月-1981年7月)
- 3代院長石延平1980年8月-1990年7月)
- 4代院長劉清田(1990年8月-1997年7月)

国立台湾科技大学
- 初代学長劉清田(1997年8月-2000年7月)
- 2代(代理)学長陳希舜(2000年8月-2000年12月)
- 3代学長陳舜田(2000年12月-2005年1月)
- 4代学長陳希舜(2005年2月-2013年1月)
- 5代学長廖慶榮(2013年2月-2021年1月)
- 6代学長顏家鈺(2021年2月-)

## 日本の学生交流協定校
- 東京大学
- 東京工業大学
- 大阪大学
- 九州大学
- 筑波大学
- 神戸大学
- 広島大学
- 北陸先端科学技術大学院大学
- 九州工業大学
- 静岡大学
- 徳島大学
- 琉球大学
- 早稲田大学
- 明治大学
- 大阪工業大学
- 名城大学
- 小山工業高等専門学校